# Ivan Chtchoukine
Pour les articles homonymes, voir Chtchoukine.
Ivan Ivanovitch Chtchoukine ou Stchoukine (en russe : Иван Иванович Щукин), né le 23 novembre 1869 (5 décembre dans le calendrier grégorien) à Moscou et décédé le 15 janvier 1908 à Paris 17e,. Homme de lettres, mécène d'origine russe. Frère cadet des collectionneurs Piotr et Sergueï Chtchoukine.

## Biographie
Né à Moscou, I. Chtchoukine est issu d'une famille de marchands aisés. Après avoir terminé des études secondaires au lycée "Tsarevitch Nicolas" et celle de droit à l'Université de Moscou, il s'installe en 1893 à Paris, où il travaille comme répétiteur de russe à l’École des Langues Orientales jusqu'en 1897. Entre 1897 et 1908, I. Chtchoukine est professeur d'histoire à l'Université nouvelle de Bruxelles (Institut des hautes études). 
En 1907, il fait don d'une partie de sa bibliothèque à la Bibliothèque des langues orientales,.
I. Chtchoukine collectionnait les tableaux impressionnistes et les maîtres espagnols,. Dans sa demeure du 91, avenue de Wagram, il tenait un salon fréquenté par Auguste Rodin, Edgar Degas, Auguste Renoir, Odilon Redon, Joris-Karl Huysmans, Paul Durand-Ruel, Anton Tchékhov, Dimitri Merejkovski, Maximilian Volochine, Igor Grabar, Constantin Balmont, Alexandre Benois, etc.. 
Après la vente de sa deuxième collection en 1908, marquée par des controverses quant à l'authenticité des tableaux, il met fin à ses jours à Paris et est enterré au cimetière du Montmartre, 1re division. Sa collection et sa bibliothèque sont dispersées lors de deux ventes posthumes,,.

## Personnalité
Ayant fait des études au lycée et à l'université avec lui, l'historien de l'art russe, Igor Grabar, le jugeait pourvu "de l'intelligence, de l'esprit, du talent, pas de profondeur", sans nier pour autant ses qualités : 
" Il me sidérait par l'étendue de ses connaissances, sa mémoire était phénoménale, il lisait sans cesse, en russe, en français, en allemand. Ivan Chtchoukine connaissait non seulement tous les peintres russes, mais les Français, les Allemands, les Espagnols, les Anglais et me rapportait sur eux des détails que j'étais prêt à écouter toute la journée ".
Andreï Biély le décrit ainsi : 
" Je me souviens de Chtchoukine, notre hôte pâle, un peu distrait, penchant une tête morose, cachant ses yeux bleus derrière ses lunettes ; l'air de sucer du citron ; le front haut, barré de rides ".
Érudit, amateur de femmes et de bonnes tables, il aime s'entourer des personnalités. En 1905, il voyage en Espagne en compagnie d'Ignacio Zuloaga et d'Auguste Rodin. Le fondateur du Musée A. Pouchkine à Paris, Alexandre Oneguine-Otto et ami proche du collectionneur se souvenait :
"On faisait une copie d'un Vélasquez qu'on envoyait dans un village du fin fond de l'Espagne ou, encore mieux, dans un monastère perdu dans les montagnes. Le prêtre ou le prieur sont dûment soudoyés pour laisser entendre à Ivan Chtchoukine qu'il s'agit d'un authentique Vélasquez qui pourrait être acheté bon marché et remplacé par une copie".
Maxime Kovalevsky, fondateur de la Faculté russe de la Sorbonne, se souvient de dernières jours d'Ivan Chtchoukine :
" La soirée <du nouvel an russe, le 13 janvier 1908> s'était déroulée comme à l'accoutumée... Ivan Chtchoukine, égal à lui-même, charmait par son amabilité si propre aux moscovites. Il semblait de bonne humeur, il pétillait d'esprit et était attentif au moindre désir de ses hôtes. À la fin du repas, il les surprit en leur proposant certaines pièces de sa collection pour un prix symbolique. Les invités restèrent jusque tard dans la nuit. Le 14 janvier, Ivan ne répondit à personne. Le lendemain, on força la porte et on trouva son corps sans vie. L'autopsie conclu à un suicide par empoisonnement ".
Ilya Ostroouhov, peintre, collectionneur et parent éloigné d'Ivan Chtchoukine écrit après sa mort : 
" Je n'aurais pas supporté une telle existence : le déni érigé en règle, sans idéal, sans véritables relations humaines. Il avait envoyé au diable la patrie et son cortège de préjugés, il n'avait ni mère, ni frères, ni amis, rien. Il était seul face au néant. Je le regrette énormément, presque par égoïsme. À Paris, c'était toujours chez lui qu'on allait d'abord, il avait une solution à tout. Qu'est-ce que je vais faire à présent ? Auprès de qui trouver une telle disponibilité, un concours si actif pour vous dénicher un Rodin, un Manet, un Goya ? "

## Travaux
- Précis d'histoire du droit romain. 1893
- Biron dans la gravure d'Ivan Sokolov : une page d'histoire de l'iconographie russe (russe : Бирон в гравюре Ив. Соколова: страничка из истории русской иконографии). Saint-Pétersbourg, 1893
- Aquarelles parisiennes : le genre et le paysage (en russe : Парижские акварели: Жанр и пейзаж). Fasc. 1-2. Paris, 1897
- Aquarelles parisiennes : Récits et correspondances (en russe : Парижские акварели: Очерки и корреспонденции). Paris, 1901
- Le suicide collectif dans le raskol russe. Paris, 1903